# تیپ ۱۰ هارئیل
تیپ ۱۰ هارئیل (انگلیسی: Harel Brigade) یا تیپ هارئیل تیپ پیاده‌نظام نیروی زمینی اسرائیل، زیرمجموعه سپاه زرهی و تحت امر لشکر ۲۵۲ سینا است، که در سال ۱۹۴۸ تأسیس شد.
این تیپ در جنگ عرب‌ها و اسرائیل،
بحران سوئز، جنگ شش‌روزه، جنگ یوم کیپور، جنگ ۱۹۸۲ لبنان، جنگ اسرائیل و لبنان، نبرد ۲۰۱۴ اسرائیل و غزه و حمله اسرائیل به نوار غزه به‌عنوان یگان عمل‌کننده حضور داشت.

## تاریخچه
این یک تیپ زرهی متعلق به لشکر سینا است. پیش از این، تیپ پالماخ، که در ۱۶ آوریل ۱۹۴۸، بلافاصله پس از عملیات ناخشون، در کوه‌های اورشلیم تأسیس شد و از گردان‌های پالماخ که در آن زمان به عنوان بخشی از عملیات در منطقه می‌جنگیدند، تشکیل شده بود. این تیپ نقش محوری در تمام عملیات تهاجمی در جبهه، تا زمان شکستن کریدور اورشلیم، تثبیت و گسترش آن، ایفا کرد. فرماندهان آن در طول جنگ استقلال، اسحاق رابین و یوسف تابنکین بودند. تیپ هارئیل در تمام جنگ‌های اسرائیل، از جنگ استقلال تا جنگ شمشیرهای آهنین، شرکت کرده است.
با تثبیت ارتش اسرائیل پس از جنگ استقلال، این تیپ به یک تیپ پیاده نظام ذخیره (تحت عنوان تیپ ۱۰ هارئیل) تبدیل شد. این تیپ در عملیات کادش جنگید. پس از جنگ سینا، در دهه ۱۹۶۰، تیپ هارئیل به یک تیپ مکانیزه با یک گردان زرهی و دو نفربر زرهی تبدیل شد. در جنگ شش روزه (ژوئن ۱۹۶۷)، این تیپ در نبرد اورشلیم تحت فرماندهی اوری بن آری جنگید. در اوایل دهه ۱۹۷۰، به یک تیپ کامل تانک تبدیل شد.
در جنگ یوم کیپور، این تیپ در منطقه سینا (به عنوان تیپ ۱۶۴ زرهی) به عنوان بخشی از لشکر ۲۵۲ سینا تحت فرماندهی آوراهام بارام و بعداً تحت فرماندهی باروخ هارل جنگید و جنگ را در بخش مصری در کیلومتر ۱۰۱، در پای جبل آتکا و در بندر ادبیا به پایان رساند. سپس به ارتفاعات جولان منتقل شد و تا پایان نبرد در بخش سوریه در آنجا فعالیت کرد.
در جنگ صلح برای جلیل (به عنوان تیپ ۷۸۶ زرهی) تحت فرماندهی اسحاق بریک، به بخش بلندی‌های جولان بسیج شد. پس از تعطیلی تیپ ۷۸۶، نام «هارئیل» به تیپ ۳۹۵ زرهی منتقل شد، تا اینکه آن نیز تعطیل شد. در سال ۲۰۰۳، نام «هارئیل» به تیپ زرهی ۲۱۳ منتقل شد که شماره آن نیز به شماره اصلی تیپ ۱۰ هارئیل تغییر یافت. این تیپ بخشی از تشکیلات ستون آتش در فرماندهی شمالی ارتش اسرائیل شد.
در سال ۲۰۱۲ گردان مهندسی این تیپ برای عملیات «ستون ابر» بسیج شد. در سال ۲۰۱۳ این تیپ بخشی از لشکر سینا شد. در سال ۲۰۱۴، این تیپ برای عملیات «لبه محافظ» بسیج شد و در نبردهای دفاعی در منطقه محاصره غزه فعالیت کرد. در سال ۲۰۲۳، در جنگ شمشیر آهنین در شمال (بخش‌های بیت حانون و جبالیا) و بعداً در مرکز (محور نتزاریم) نوار غزه جنگید.